# Xã Shrewsbury, Quận York, Pennsylvania
Xã Shrewsbury (tiếng Anh: Shrewsbury Township) là một xã thuộc quận York, tiểu bang Pennsylvania, Hoa Kỳ. Năm 2010, dân số của xã này là 6.447 người.